# Capitol South
Capitol South è una stazione della metropolitana di Washington, situata sul tratto comune delle linee blu, arancione e argento. Si trova nel quartiere di Capitol Hill, a sud del Campidoglio e nei pressi della Biblioteca del Congresso.
È stata inaugurata il 1º luglio 1977, contestualmente all'apertura della linea blu.
La stazione è servita da autobus del sistema Metrobus (anch'esso gestito dalla WMATA) e da autobus della Maryland Transit Administration e della Potomac and Rappahannock Transportation Commission.